# William Allen (författare)
William Allen, född den 2 januari 1784 i Pittsfield, Massachusetts, död den 16 juli 1868 i Northampton, Massachusetts, var en amerikansk skriftställare.
Allen, som var rektor vid Bowdoin College, författade en mängd poetiska och prosaiska skrifter, såsom Junius unmasked, American biographical dictionary, en ordbok, psalmer, hymner och predikningar.